# Coppa Latina 1987 (hockey su pista)
La Coppa Latina 1987 è stata la 9ª edizione dell'omonima competizione europea di hockey su pista riservata alle squadre nazionali. Il torneo ha avuto luogo dall'11 al 13 settembre 1987.
La vittoria finale è andata alla nazionale dell'Italia che si è aggiudicata il torneo per la seconda volta nella sua storia.

## Formula
La Coppa Latina 1987 vede la partecipazione delle nazionali della Francia, dell'Italia, del Portogallo e della Spagna. La manifestazione fu organizzata con un girone all'italiana, con gare di sola andata di 3 giornate: erano assegnati due punti per l'incontro vinto, un punto a testa per l'incontro pareggiato e zero la sconfitta. Al termine del torneo la squadra prima classificata venne proclamata vincitrice della coppa.

## Risultati
| Squadra    | Pt | G | V | N | P | GF | GS | DG  |
| ---------- | -- | - | - | - | - | -- | -- | --- |
| Italia     | 5  | 3 | 2 | 1 | 0 | 34 | 5  | +29 |
| Portogallo | 5  | 3 | 2 | 1 | 0 | 37 | 6  | +31 |
| Spagna     | 2  | 3 | 1 | 0 | 2 | 10 | 13 | -3  |
| Francia    | 0  | 3 | 0 | 0 | 3 | 4  | 51 | -47 |

| Anadia 11 settembre 1987 | Francia | 1 – 8 | Spagna |  |

| Anadia 11 settembre 1987 | Italia | 3 – 3 | Portogallo |  |

| Anadia 12 settembre 1987 | Francia | 1 – 20 | Portogallo |  |

| Anadia 12 settembre 1987 | Italia | 8 – 0 | Spagna |  |

| Anadia 13 settembre 1987 | Francia | 2 – 23 | Italia |  |

| Anadia 13 settembre 1987 | Portogallo | 4 – 2 | Spagna |  |